# Long Xuyên
Long Xuyên wymowaⓘ – miasto w południowym Wietnamie, w delcie Mekongu, nad rzeką Hậu Giang (odnoga Mekongu), ośrodek administracyjny prowincji An Giang. W 2009 roku liczyło 245 699 mieszkańców.